# Circus Peanuts

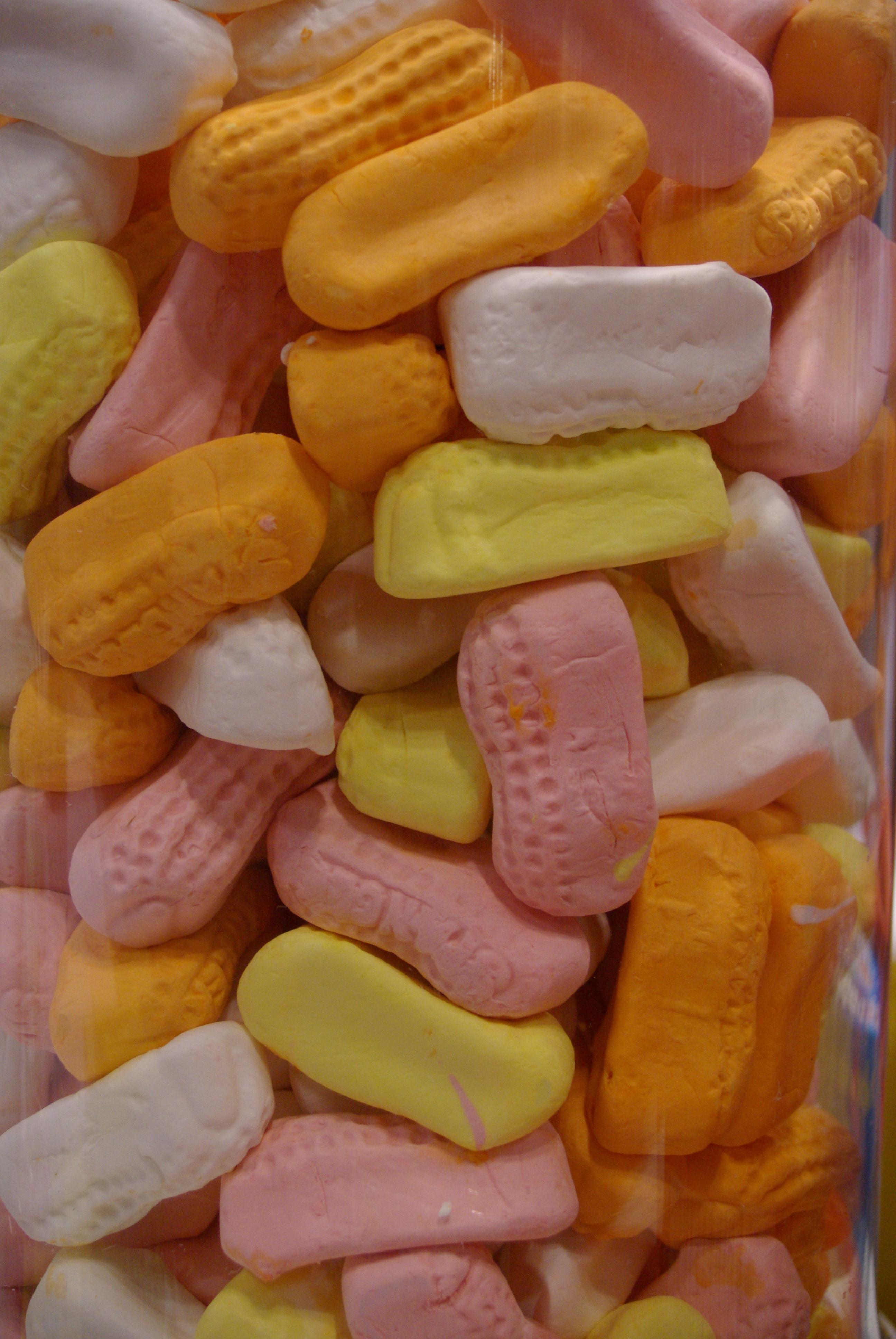
Circus Peanuts

Circus Peanuts (deutsch Zirkus-Erdnüsse) sind eine amerikanische Süßigkeit, deren Form einer Erdnuss ähnelt. Sie sind eine Art der Marshmallows. Es gibt sie schon seit dem 19. Jahrhundert, als sie häufig als eines von vielen sogenannten „penny candies“ (Süßigkeiten, welche unverpackt für wenige Cent pro Stück erhältlich sind) verkauft wurden.
Seit den 2010er Jahren ist die bekannteste Art der massenproduzierten Circus Peanuts die orangefarbene Variante mit künstlichem Bananengeschmack. Sie bestehen aus Zucker, Maissirup, Gelatine, Pektin, Sojaprotein, Lebensmittelfarbstoffen und künstlichen Aromen. Süßwarenhersteller haben anfänglich eine Variante mit Orangengeschmack verkauft, die aufgrund der fehlenden Möglichkeiten, Süßwaren haltbar zu verpacken, nur saisonal erhältlich war. In den 1940er Jahren änderte sich das dank der Ausbreitung der Cellophan-Verpackung. Seitdem sind die Circus Peanuts das ganze Jahr über erhältlich.
Im Laufe der Jahre haben Süßwarenhersteller Circus Peanuts auch in anderen Farben und Geschmacksrichtungen angeboten, wie z. B. gelbe, rosafarbene oder weiße Variationen, doch orange ist noch immer die vorherrschende Farbe und Banane die häufigste Geschmacksrichtung. Die führenden Hersteller von Circus Peanuts sind Melster Candies, die Spangler Candy Company und Brach’s, deren Produkte im Wesentlichen identisch sind. Die Supermarktkette Publix hat zeitweise generische Circus Peanuts ihrer Eigenmarke verkauft, die von Farley and Sathers hergestellt wurden.
1964 führten Circus Peanuts zur Entstehung der amerikanischen Frühstückscerealien Lucky Charms, als ein Mitarbeiter von General Mills diese in Stücke schnitt und sie einer Schale Cheerios beigab.